# Huron, Kansas
Huron är en ort i Atchison County i Kansas. Vid 2010 års folkräkning hade Huron 54 invånare.